# 瓦恰 (下诺夫哥罗德州)
瓦恰（羅馬化：Vacha）是俄罗斯下诺夫哥罗德州的市级镇、瓦恰区行政中心，地处下诺夫哥罗德州西南部，位于州府下诺夫哥罗德西南方，附近河流有瓦奇卡河和别济米扬卡河（属于伏尔加河流域）。
该地2021年人口有5,034人；2010年人口5,987；2002年人口6,732；1989年人口7,455。